# نيكول كوتش
نيكول كوتش (بالإنجليزية: Nicole Couch)‏ هي عازفة قيثارة وكاتبة غنائية أمريكية، ولدت في 18 أغسطس 1969 في شيكاغو في الولايات المتحدة.

## وصلات خارجية
- الموقع الرسمي